# Joe Galibardy
Joseph Deville Thomas Galibardy, detto Joe (Calcutta, 10 gennaio 1915 – Walthamstow, 17 maggio 2011), è stato un hockeista su prato indiano.

## Palmarès

### Olimpiadi
- Oro a Berlino 1936 nell'hockey su prato.